# Henri Gresley
Henri François Xavier Gresley, född den 9 februari 1819 i Wassy, död den 2 maj 1890 i Paris, var en fransk krigsminister.
Gresley besökte 1838–40 polytekniska skolan och lämnade den som underlöjtnant. Efter att ha 1840 befordrats till kapten begav han sig 1847 som general Herbillons adjutant till Afrika, men blev där sårad i slaget vid Zaatcha (1849). Han ingick då i den algeriska förvaltningen och blev slutligen ledare av politiska byrån i Algeriet. Vid fransk-tyska krigets utbrott utnämndes Gresley till brigadgeneral och deltog i slaget vid Sedan, där han tillfångatogs. Efter fredsslutet erhöll han som souschef vid generalstaben anställning i krigsministeriet och arbetade med iver på arméns reorganisation. År 1874 blev han generalstabschef, 1875 divisionsgeneral, men tog i november 1877, i egenskap av republikan, avsked från sin anställning i krigsministeriet, då Rochebouëts antirepublikanska ministär kom till makten. Sedan senatorsvalen i januari 1879 givit senaten en kompakt republikansk majoritet, kallades Gresley till krigsminister (13 januari) och valdes till senator på livstid (27 maj). Då de övriga medlemmarna av vänstra centern i ministären avgick, begärde även Gresley avsked (28 december samma år). Han var 1880–83 befälhavare för 5:e armékåren (med stationerig i Orléans).